# Saint-Ségal
Saint-Ségal (bret. Sant-Segal) – miejscowość i gmina we Francji, w regionie Bretania, w departamencie Finistère.
Według danych na rok 1990 gminę zamieszkiwały 813 osoby, a gęstość zaludnienia wynosiła 50 osób/km² (wśród 1269 gmin Bretanii Saint-Ségal plasuje się na 655. miejscu pod względem liczby ludności, natomiast pod względem powierzchni na miejscu 619.).